# Centro Comercial Cable Plaza
El Centro Comercial Cable Plaza es un centro comercial colombiano ubicado en la zona rosa de Manizales, cuenta con una ubicación estratégica gracias a la variedad de rutas de transporte urbano que circulan alrededor del mismo. Se encuentra rodeado de instituciones de educación superior como la Universidad Nacional y la Universidad de Caldas, así como también sedes deportivas como la unidad deportiva Palogrande y zonas de interés histórico como la Torre histórica del cable aéreo Mariquita - Manizales. Cuenta con 63 locales comerciales y 310 cupos para parqueaderos, en un área construida de 23.000m² aproximadamente, en un lote de 4.350m², el proyecto fue promovido desde sus inicios por el Instituto de Fomento del Municipio de Manizales –Infimanizales- y ConConcreto.

## Almacenes
- La Riviera
- Bossi
- Vélez
- Boots & Bags
- Off Corss
- Diesel
- Chevignon
- Leonisa
- Tania
- Jenos Pizza
- Frisby
- Tacos BBQ
- Prodiscos
- Carulla
- Cinemark
- City Park
- El Corral
- Tennis
  - entre otros.